# دریاچه سنت کاسین
دریاچه سنت کاسین (به فرانسوی: Lac de Saint-Cassien) در ۳۰ کیلومتری در شرق کن در پرووانس آلپ کوت آزور ، فرانسه قرار دارد . دریاچه سنت کاسین یک دریاچه ساختگی از آبراهه‌های اطراف دریاچه است . سد مالپاست و سد سنت کاسین بر روی این دریاچه ساخته شده و آب شهرهای اطراف دریاچه را تأمین می‌کند . 

## جاذبه‌های اطراف سد
- پلاژ ماکائو
- پارک آبی سنت کاسین
- باشگاه قایقرانی آویرون سنت کاسین
- ذخیره‌گاه فوندران
- باشگاه قایقرانی بادبانی

## موجودات زنده اطراف دریاچه

### ماهی‌ها
- ماهی کپور
- چرم کپور
- کولمه معمولی
- سرخ‌باله معمولی
- ماهی سیم
- مرواریدماهی
- پشه‌ماهی
- اردک‌ماهی
- ماهی سوف
- لوتی اروپایی
- اسبله‌ماهی
- لای‌ماهی

### گیاهان
- آزیریان
- علف مرداب
- گوشاب